# Monte Croce (Alpi Cusiane)
Il Monte Croce (1.643 m s.l.m.) è una montagna del Piemonte. Si trova nelle Alpi Cusiane e rappresenta la vetta più alta della conca del Lago d'Orta.

## Caratteristiche

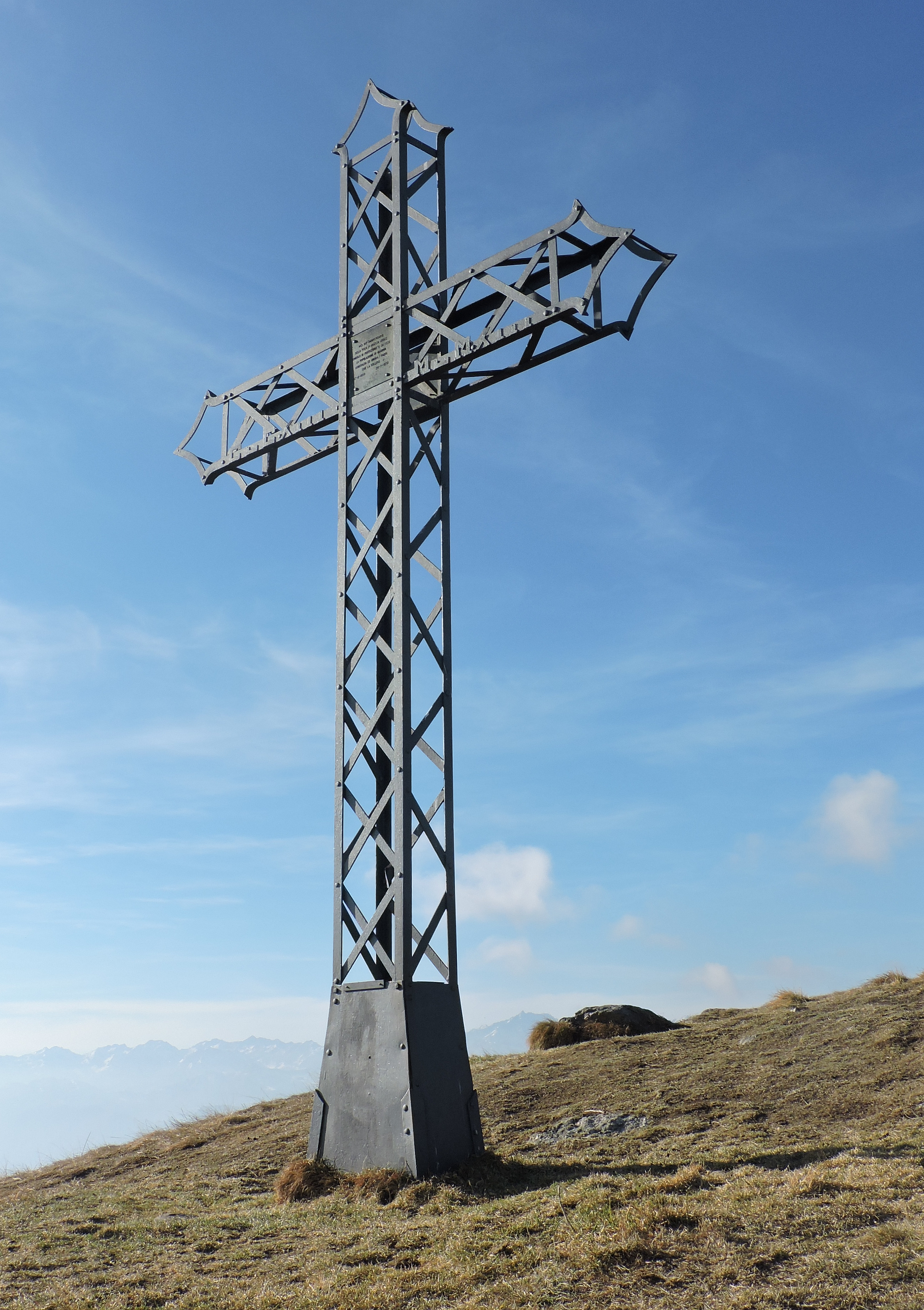
Croce di vetta

Sulla cima della montagna convergono la Val Mastallone (una valle laterale della Valsesia), la Valle Strona e il bacino del Lago d'Orta. Amministrativamente però il comune cusiano di Quarna Sotto si espande sia in Valsesia che in Valle Strona e il monte Croce risulta completamente incluso nel suo territorio.. Delle tre creste che convergono sulla montagna quella nord-occidentale perde quota fino alla Bassa del Campo (1.571 m) per poi risalire alla Massa del Turlo; quella meridionale collega il Monte Croce con il monte Ostano e infine quella orientale funge da spartiacque tra la Val Strona e la conca del Lago d'Orta e comprende il Monte Congiura (1.381 m) e il monte Mazzocone. Sulla cima del Monte Croce si trova una alta croce di vetta metallica. La parte sommitale della montagna è principalmente prativa sui versanti meglio esposti mentre a nord, verso la valle Strona, predominano latifoglie a portamento cespuglioso.

## Storia
La montagna, che non ha mai avuto grande interesse alpinistico, era già nota nell'Ottocento come punto panoramico anche tra i viaggiatori stranieri che visitavano l'Italia settentrionale. La zona del monte Croce fu teatro durante la Resistenza di varie operazioni belliche e veniva utilizzata dai partigiani come via di collegamento tra la Valsesia e la zona dei laghi. Sulla vetta si trova una grossa croce metallica posizionata nel 1973 per sostituire un'altra croce risalente al 1913.

## Accesso alla vetta
Dal versante affacciato sul Lago d'Orta si può salire sulla vetta partendo dall'Alpe Camasca oppure anche, con un percorso più lungo, direttamente dal centro comunale di Quarna Sopra. Altri sentieri raggiungono il monte Croce partendo da Sambughetto (Valstrona) o da Varallo Sesia.